# Sportovní šerm

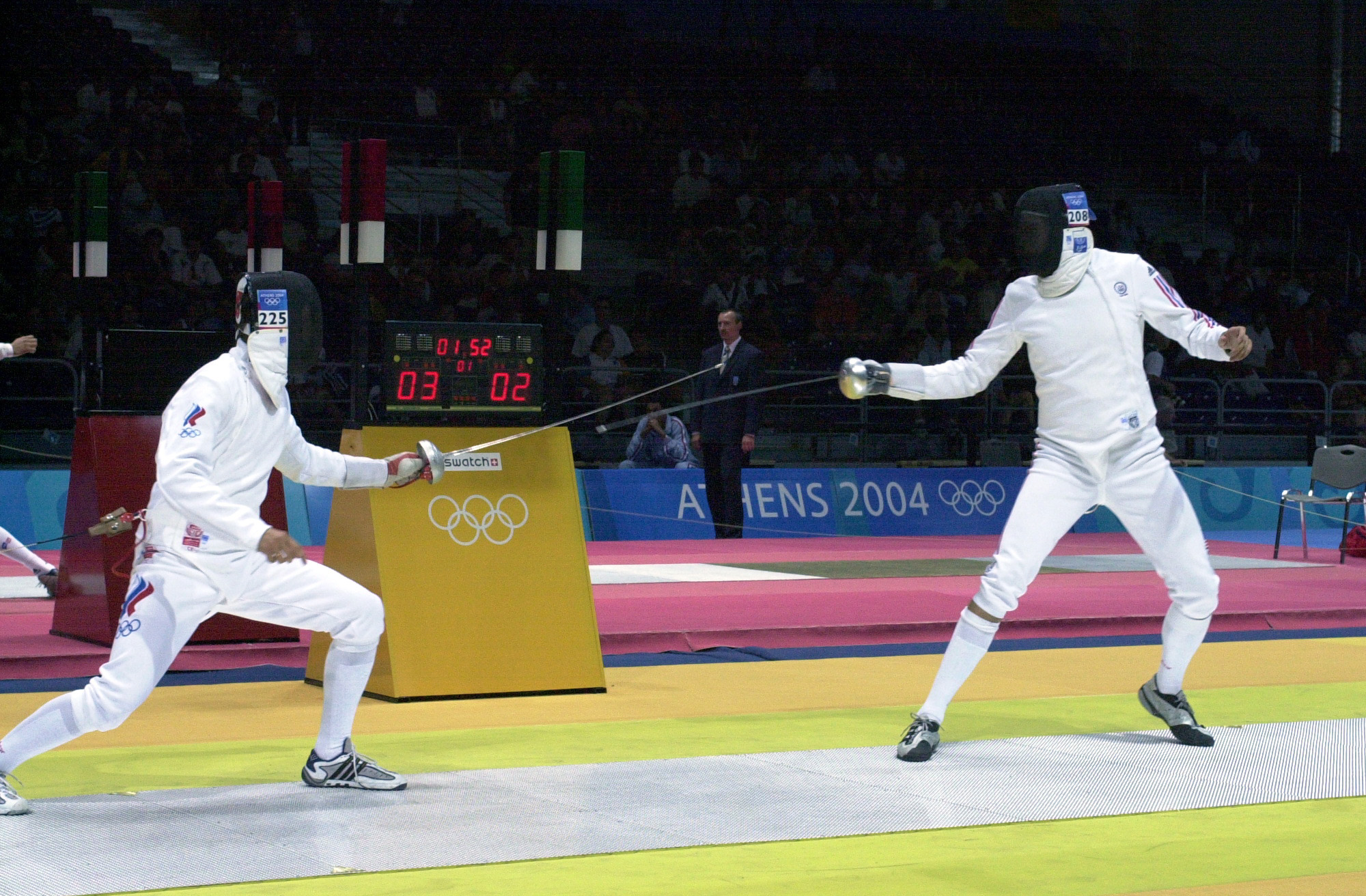
Šerm na Olympijských hrách v Aténách

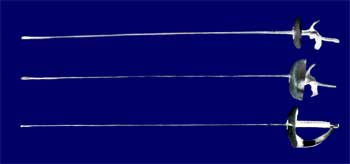
Nahoře fleret, uprostřed kord, dole šavle

Zásahová plocha při šermu fleretem

Zásahová plocha při šermu kordem

Zásahová plocha při šermu šavlí

Sportovní šerm je úpolový sport (tzn. zápolení, při němž soupeři překonávají živou sílu protivníka) sečnými nebo bodnými zbraněmi; kdysi byl součástí vojenského výcviku.

## Historie
Historie šermu počíná už ve starověku, v průběhu staletí s postupným technologickým pokrokem při výrobě zbraní se postupně z krátkých, těžkých, převážně sečných zbraní, vyvinuly zbraně bodné a lehké. Moderní šerm se vyvinul v románských zemích v 16. až 17. století.
V tuto dobu vlivem nástupu střelných zbraní se zbroj začala omezovat a konstrukce zbraní se tomuto trendu přizpůsobila. První zbraní odpovídající této modernější koncepci byl rapír, který byl využíván především tzv. španělskou školou v kombinaci s dýkou. Španělská škola šermu se velmi opírala o geometrii a pohyb v kruzích a byla záhy nahrazena italskou školou a její hlavní soubojovou zbraní – sečným i bodným kordem. Od Italů byl šerm přejat v průběhu 16–17. století Francouzi, kteří vyvinuli novou zbraň, a to krátký kordík s jeho cvičnou lehčí variantou – fleretem. Škola vyvinutá Francouzi se postupem doby stala hlavním teoretickým přístupem, který překonal všechny ostatní a stal se základem pro moderní olympijský šerm.

## Sportovní šerm

### Zbraně a pravidla
Ve sportovním šermu se bojuje fleretem (končíř, fr. fleuret, it. fioretto), kordem (fr. epée, it. spada), což jsou bodné zbraně, a šavlí (fr. sabre, it. sciabola), která je zbraní sečnou i bodnou.
Všemi zbraněmi dnes šermují muži i ženy, zásahy registruje elektrický přístroj.
Platná zásahová plocha je u fleretu trup, u kordu celé tělo a u šavle část těla od pasu nahoru (viz obrázky).
Fleretem a kordem může šermíř soupeře zasáhnout jen hrotem, u šavle platí zásahy jak hrotem, tak celou čepelí.
|        | maximální délka | délka čepele | maximální váha |
| ------ | --------------- | ------------ | -------------- |
| Fleret | 110 cm          | 90 cm        | 500 g          |
| Kord   | 110 cm          | 90 cm        | 770 g          |
| Šavle  | 105 cm          | 88 cm        | 500 g          |

### Figury

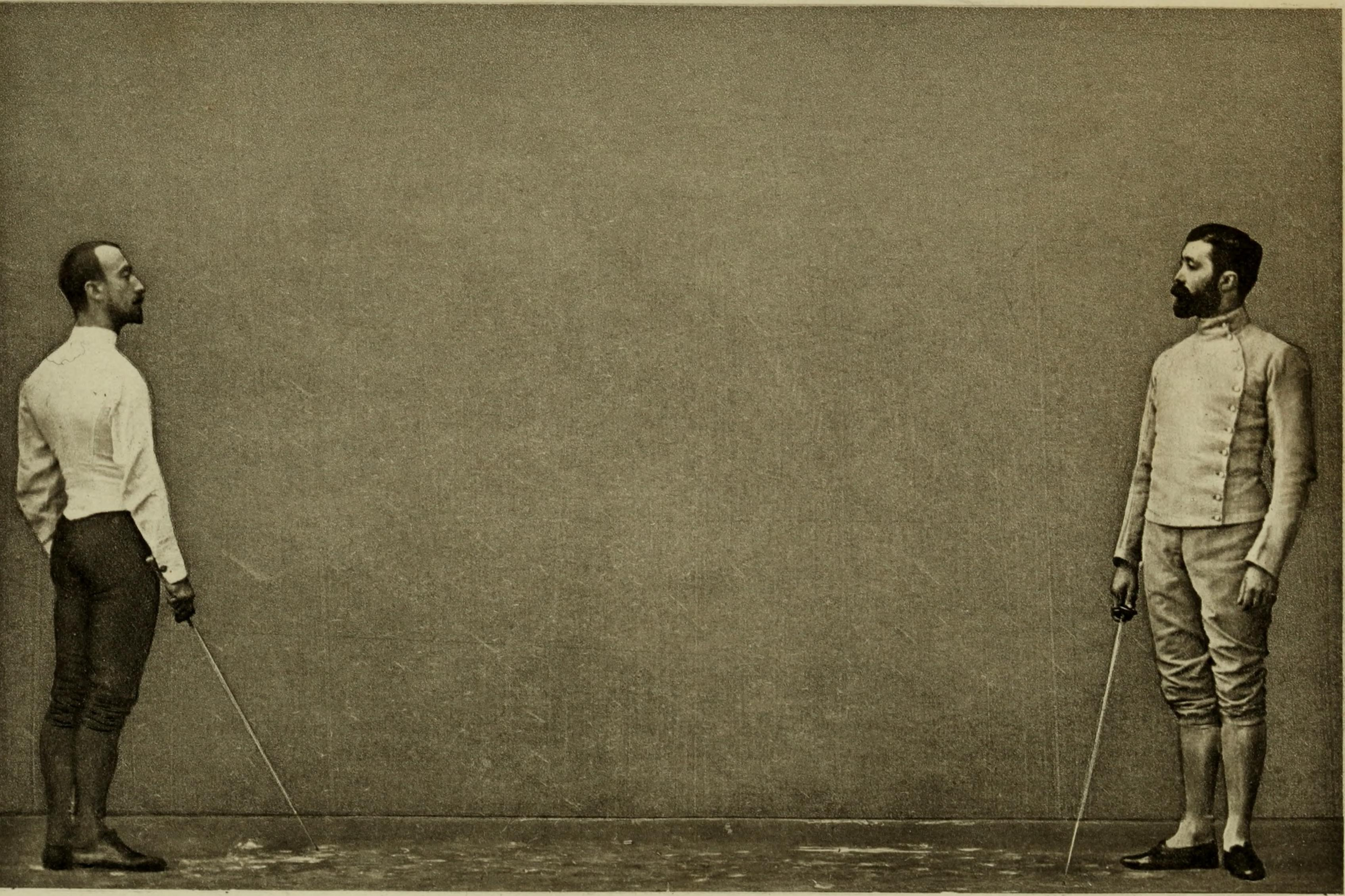
sraz vpravo

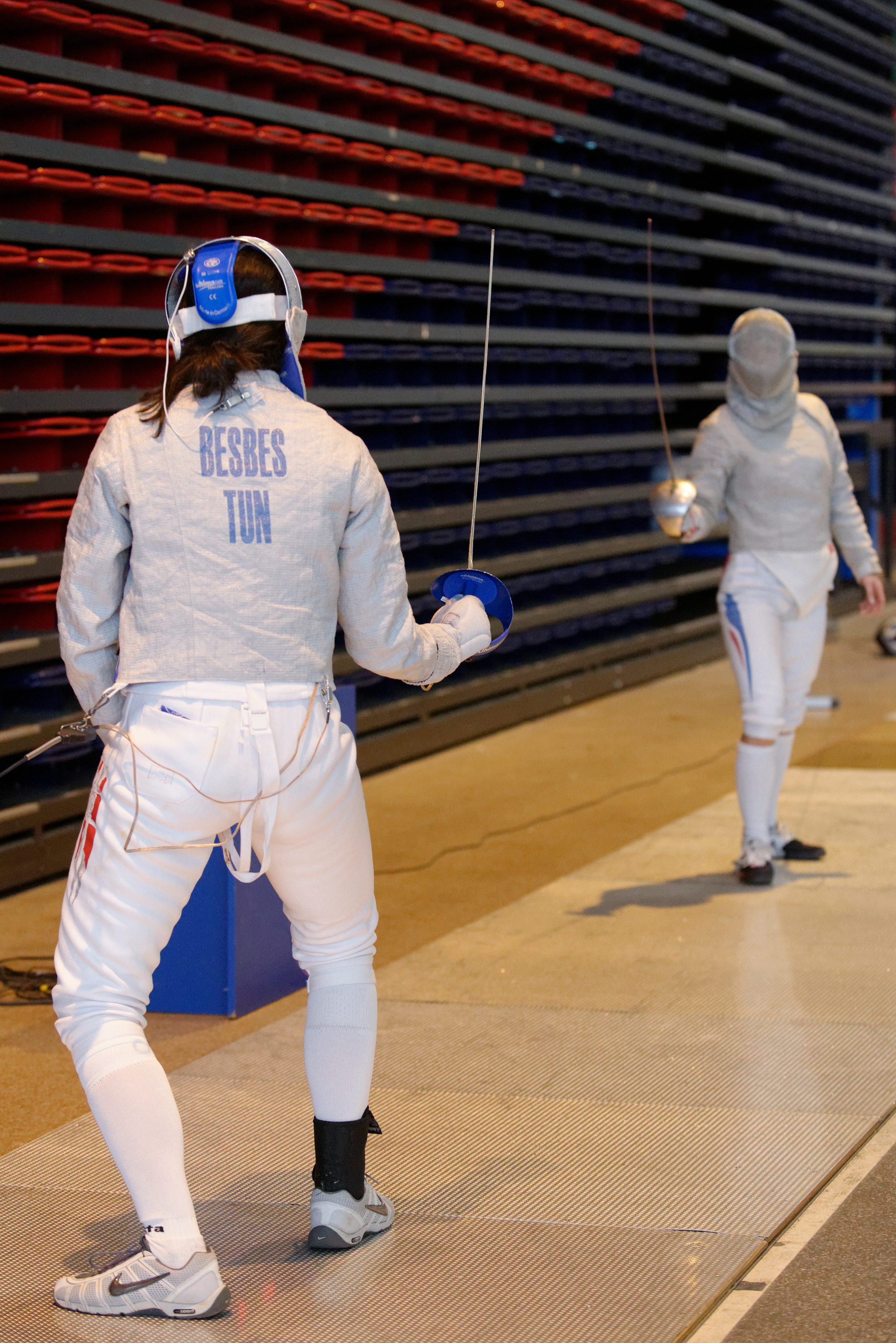
střeh

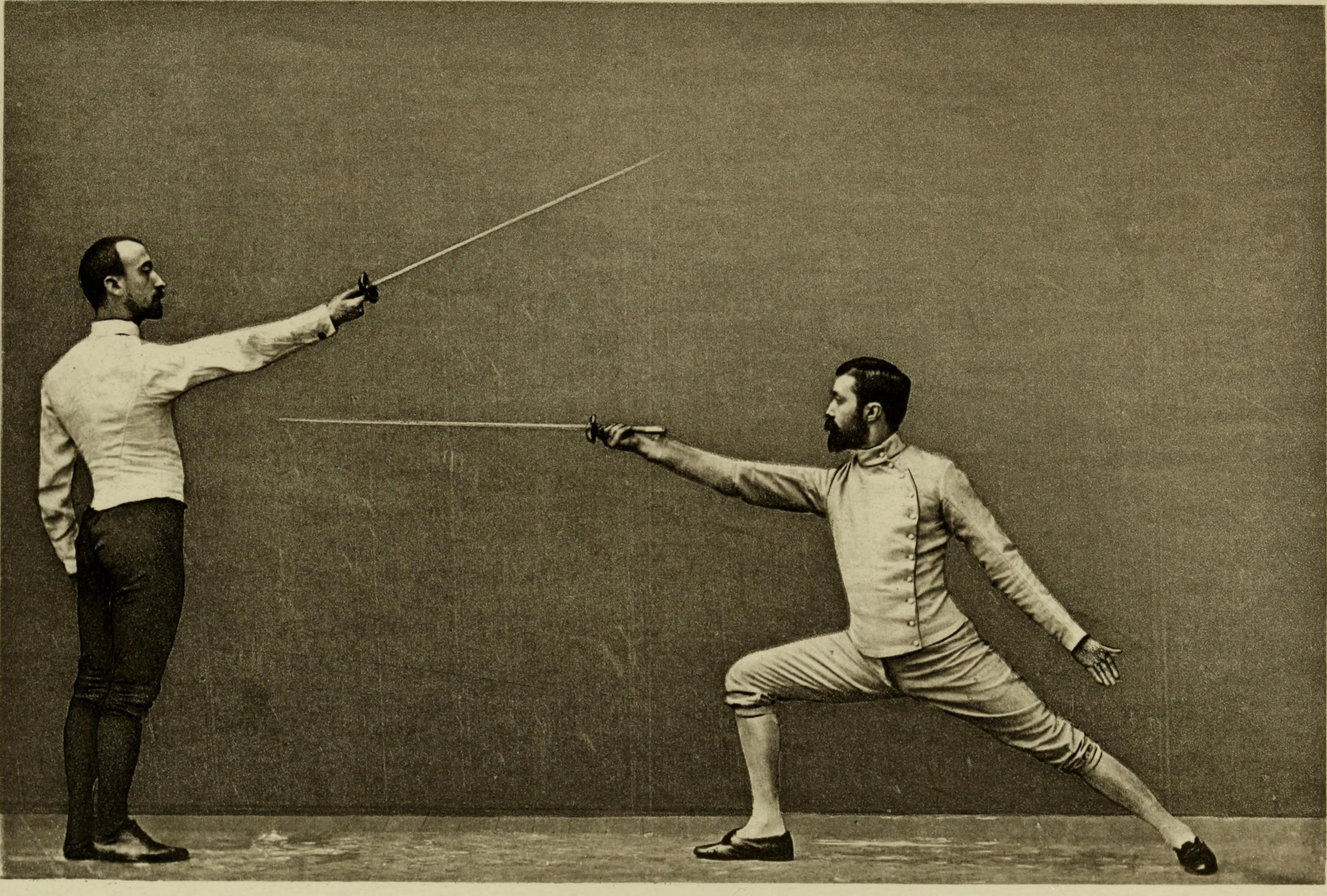
výpad

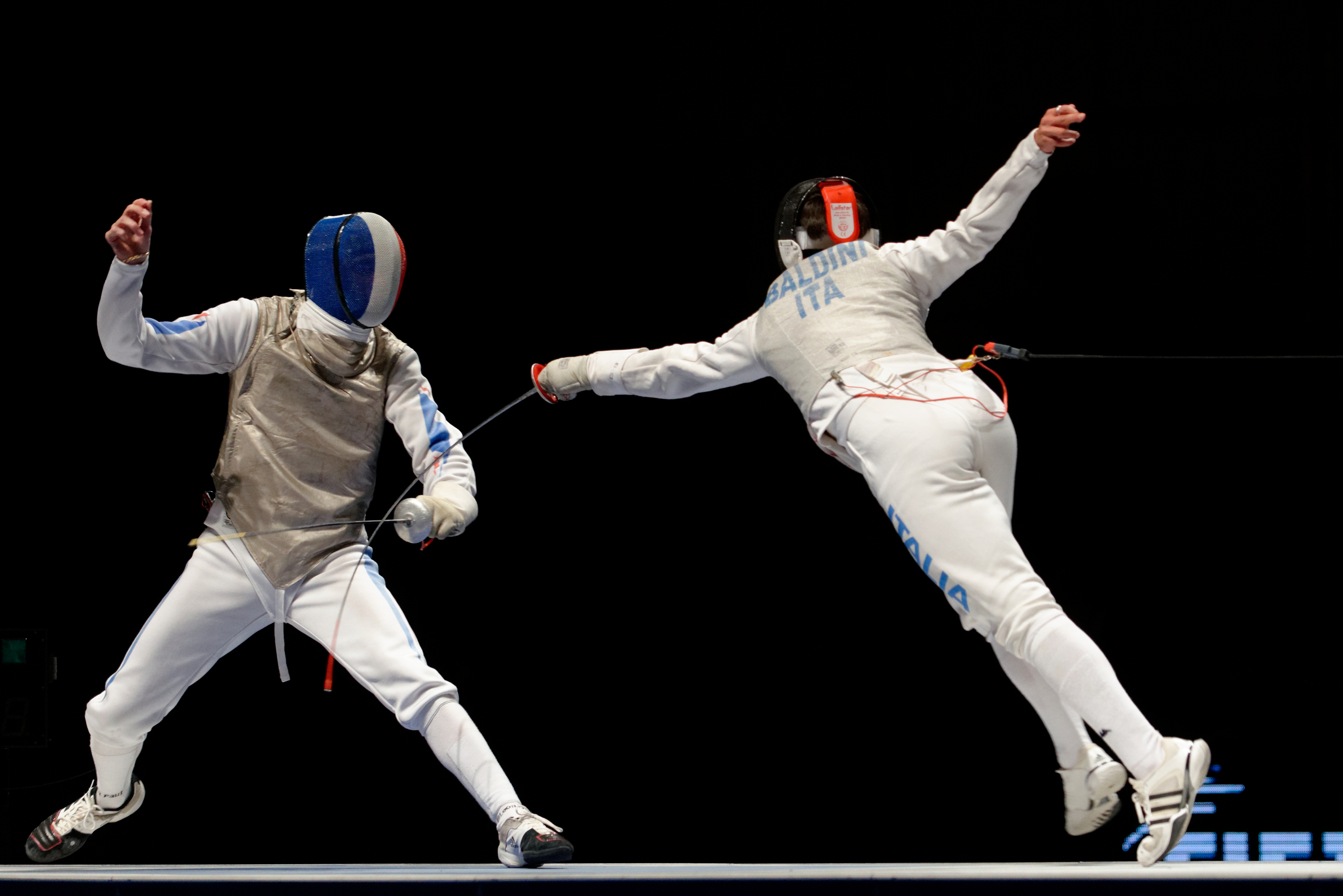
fleš

Šermíři se pohybují předepsanými figurami, které jsou základním vyučovacím předmětem (slangově nazývaným „nohy“) každého začátečníka. Pohyby jsou až na nepatrné detaily pro všechny 3 zbraně shodné. Jsou to:
- základní postavení
- sraz vpravo (vlevo)
- střeh
- posun, odsun
- předskok, záskok
- výpad, posun a výpad, odsun a výpad
- předskok a výpad, záskok a výpad
- fleš (fr. flèche, 'šipka')

Za nedodržení pohybů nejsou šermíři penalizováni, nejde o dogmatické figury jako například v povinných sestavách krasobruslařů, avšak tak jako v jiných úpolových sportech je určitý postoj pro úspěšný výkon nezbytný, tak i šermíř je svými pohyby charakteristický.

### Soutěže ve sportovním šermu
Soutěže se pořádají pro jednotlivce a čtyřčlenná družstva. Každý zápas rozhoduje rozhodčí, při mezinárodní účasti vydává pokyny zásadně ve francouzštině.
Čistý čas boje je 3 minuty, jestliže šermíř docílí pěti zásahů rychleji, je zápas ukončen. Končí-li regulérní čas nerozhodně, rozhoduje první zásah během 1 minuty prodloužení. Od druhého kola až do finále se šermuje přímým vylučovacím způsobem na 15 zásahů s časovým limitem 9 minut, rozdělených do 3 částí po 3 minutách s přestávkami po 1 minutě, případně s minutovou přestávkou po dosažení osmi zásahů, dojde-li k nim dříve, než vyprší časový limit. Zápasí se na planši o rozměrech 1,5–2 x 14 metrů. Předepsané je speciální oblečení s maskou (oblečení je dnes nejčastěji z kevlarových vláken – na mezinárodních soutěžích je povinně, maska chránící hlavu je z kovového pletiva ).
V České republice se soutěží v šesti věkových kategoriích:
mini žáci a žačky – do 10 let
mladší žáci a žačky – do 13 let
žáci a žačky – do 15 let
kadeti a kadetky – do 17 let
junioři a juniorky – do 20 let
senioři a seniorky – neomezeně
Pořádají se také
soutěže veteránů – podle propozic pořadatele, zpravidla od 40 let
Šerm je olympijský sport, šerm kordem je součástí moderního pětiboje.
Šerm řídí Mezinárodní šermířská federace (FIE), založená roku 1913.
V Evropě jsou populární také japonská bojová umění kendó [japonsky cesta meče] (druh šermu, kde se používá kontaktní cvičení a zahrnuje sportovní utkání s bambusovými maketami mečů a také dřevěné nebo pravé meče na cvičení předepsaných sestav) a iaidó (umění meče, používající techniky rovnou z tasení, které se cvičí primárně nekontaktně). Kendó a iaidó se vyvíjely v rámci výcviku samurajů.

## Další formy šermu
Kromě sportovního šermu lze obecně rozlišit další základní formy šermu:
- Šerm klasický (poměrně nové odvětví), sportovní šerm podle metodik 18.–19. století, nacvičovaný jako sportovní disciplína dobovými zbraněmi a v dobové výstroji.
- Tzv.  historický šerm (scénický, nebo bojový)
  - Scénický – snažící se v inscenovaných skečích předvést divákům dobové praktiky zápolení zbraněmi, a to od starověku až do 19. století. Jedná se zpravidla o vystoupení více čí méně profesionálních skupin na hradech, zámcích apod. v dobových kostýmech a s dobovými zbraněmi, nebo jejich napodobeninami. Sem lze zařadit i předvádění šermířského umění v rámci inscenací historických bitev a šarvátek všeho druhu.
    - V poslední době se také stále více dostává do popředí šerm podle starých evropských mistrů tzv. "německé" či "italské" školy (Joachim Meyer, Johannes Liechtenauer, aj.) Jsou to techniky převážně boje s tesákem a dlouhým mečem, nicméně např. ve spisech Pauluse Hectora Maira se dají nalézt i postupy pro boj s kosou či srpem.

  - Bojový – podobně jako sportovní šerm, kde dochází s určitými pravidly k souboji s historickými kopiemi zbraní a brnění.
    - Šerm divadelně-jevištní, který je vyučovacím předmětem na školách dramatického umění a tvoří součást divadelních a filmových inscenací.
    - Šerm jako bojová disciplína (podobně jako kendó, iaidó, karate a další bojové sporty), nacvičovaný podle historických šermířských manuálů a pojímaný jako bojové umění.